# Luigi Bodi
Luigi Bodi (Pola, 28 febbraio 1934 – Lavagna, 4 novembre 2024) è stato un calciatore e allenatore di calcio italiano, di ruolo centrocampista.

## Biografia
Ha un figlio di nome Renato che è stato direttore generale alla fine degli anni 90 con il presidente Vidulich e che dal 2014 è il consulente della comunicazione dell'Entella, squadra che ha militato in Serie B dal 2014-15 al 2017-18.
È morto a Lavagna il 4 novembre 2024.

## Carriera

### Giocatore
Esordì in Serie A con la maglia del Torino, con cui disputò due tornei prima di passare per una stagione all'Alessandria, in B. Dopo un altro anno al Torino si trasferì al Bologna, dove rimase due anni (in cui stabilì il suo primato di reti segnate, tra cui tre alla Juventus: nella stagione 1957-1958 segnò nella sconfitta casalinga per 4-3 del 17 novembre 1957 e anche nella gara di ritorno del 13 aprile, sconfitta in trasferta per 4-1; nella stagione 1958-1959 segnò il gol del pareggio nella gara in trasferta del 4 gennaio 1959 terminata 2-2), al termine dei quali venne ceduto all'Atalanta, ancora in A.
Numerosi problemi muscolari ne condizionarono il rendimento, anche nel corso della sua successiva esperienza al Napoli, con il quale retrocesse tra i cadetti, salvo poi conquistare la promozione l'anno successivo. L'acuirsi dei problemi fisici lo costrinsero ad un anno di inattività, per poi riprendere in Serie C con Novara e Savoia.
Terminò la carriera in Serie D Sestrese, Juve Stabia e Imperia.
In carriera ha totalizzato complessivamente 122 presenze e 8 reti in Serie A e 32 presenze e 2 reti in Serie B.

### Allenatore
Nella stagione 1968-1969 è alla guida dell'Asti, rilevando a fine novembre 1968 la panchina che era stata di Raffaele Cuscela; dal 1970 al 1972 allenò l'Imperia. All'inizio della stagione 1983-84 allenò la Biellese, venendo poi sostituito da Silvino Bercellino.
Nel 1993-1994 ha guidato il Termoli nel Campionato Nazionale Dilettanti e poi, l'anno successivo, l'Interamnia (sempre di Termoli) nel torneo molisano di Eccellenza.

## Palmarès

### Giocatore
- Coppa Italia: 1

Napoli: 1961-1962
- Serie D: 1

Savoia: 1964-1965

### Allenatore
- Serie D: 1

Imperia: 1969-1970